# Eilsbrunn
Eilsbrunn (bis 1905 Eulsbrunn) ist ein Gemeindeteil der Gemeinde Sinzing im Landkreis Regensburg.

## Lage

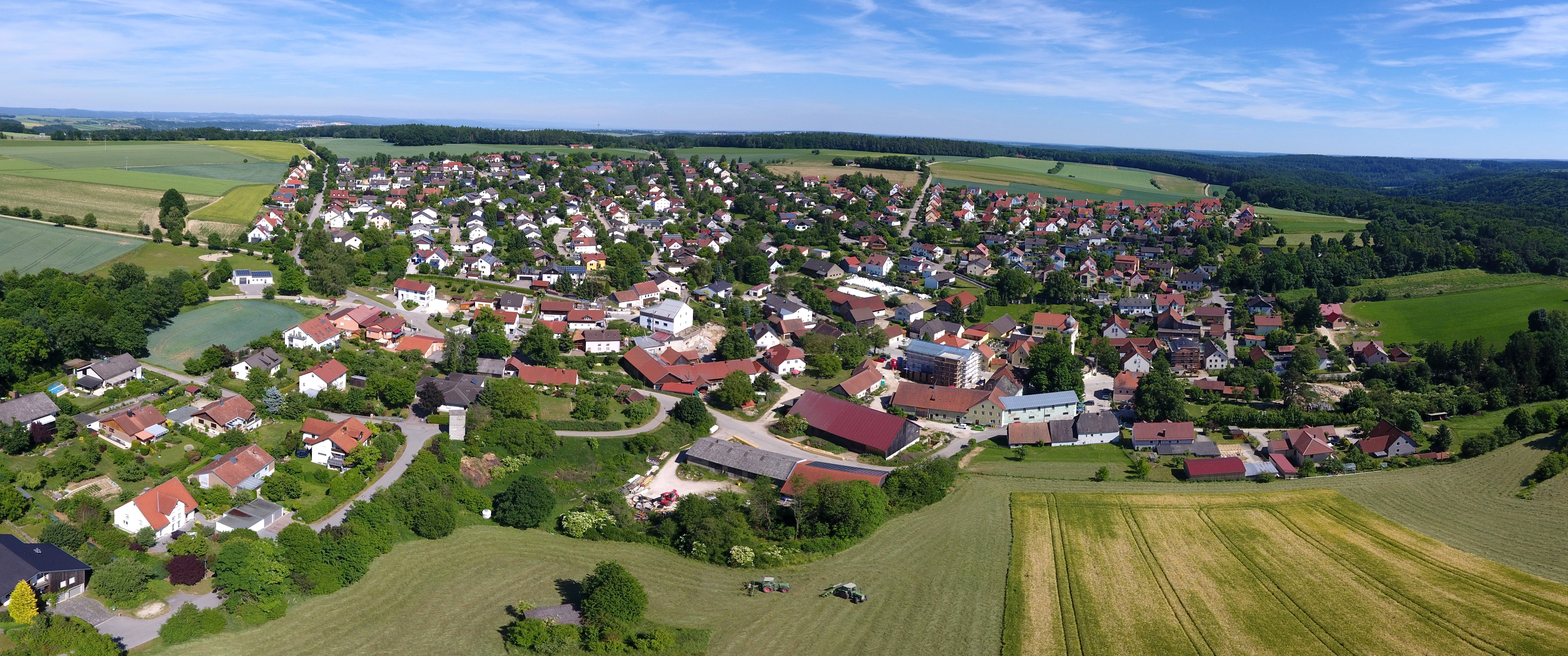
Panoramaaufnahme von Eilsbrunn

Das Pfarrdorf Eilsbrunn liegt vier Kilometer nordwestlich des Kernortes Sinzing. Nordöstlich verläuft die A 3. Westlich fließt die Schwarze Laber, ein linker Nebenfluss der Donau. Ein Kilometer nordwestlich liegt Schönhofen und zwei Kilometer nördlich des Ortes liegt Nittendorf, beide Orte im Markt Nittendorf. Eilsbrunn liegt am Schlaufenweg 14 („Schwarze-Laber-Schlaufe“) des Jurasteigs.

## Geschichte
Eilsbrunn wurde erstmals im Jahr 1031 als „Egilisprunna“ urkundlich erwähnt. Eine Quelle gegenüber des neuen Spielplatzes, Röhrl-Bräu-Straße ist der Namensgeber für Eilsbrunn. Die jetzt neu gefasste "Egilisquelle" ist somit der Brunnen bzw. die Quelle des Egilis, einem Edelmann aus dem 11. Jahrhundert der in der Gegend begütert war. Ihm gehörte vermutlich auch die Burg Stifterfelsen und war vermutlich ein Verwandter der Burggrafen zu Regensburg, die in Grafenried begütert waren.  „Hartwic de Eigilbrunnen“ wird als erster Bürger des Ortes im Jahr 1095 erwähnt. Nachdem der Ort im 19. Jahrhundert noch den Namen „Eulsbrunn“ trug, der Name „Eilsbrunn“ aber bereits vor allem von der Kirche verwendet wurde, wurde er am 22. August 1905 vom Königlichen Staatsministerium des Inneren auf den heutigen Namen festgelegt.
Durch das Zweite Gemeindeedikt im Jahre 1818 entstand die Landgemeinde Eulsbrunn, 1905 in Eilsbrunn umbenannt. Sie gehörte bis zu dessen Auflösung zum Bezirksamt Stadtamhof und wurde am 1. September 1829 in das Bezirksamt Regensburg umgegliedert. Sie hatte die fünf Orte Eilsbrunn, Grafenried, Hart, Oberalling und Steg und 1964 eine Fläche von 646,83 Hektar. Im Zuge der Gebietsreform in Bayern wurde die Gemeinde aufgelöst und zum 1. Juli 1972 in die Gemeinde Sinzing eingegliedert. Den Höchststand der Einwohnerzahl mit 413 hatte die Gemeinde im Jahr 1946 und den Tiefststand mit 194 im Jahr 1855. Bei der Volkszählung 1970 lag die Einwohnerzahl der Gemeinde bei 380. 1970 gab es im Pfarrdorf Eilsbrunn 347 Einwohner, 1987 waren es bereits 918 Einwohner.

## Kultur und Sehenswürdigkeiten

### Bauwerke
Für Eilsbrunn sind in der Liste der Baudenkmäler in Sinzing diese Baudenkmäler aufgeführt:
- Die katholische Pfarrkirche St. Wolfgang ist ein Saalbau mit Querhaus, abgewalmtem Satteldach und einem Westturm mit Zwiebelhaube.
- Das Pfarrhaus (Regensburger Straße 10) ist ein zweigeschossiger und zweiflügeliger Walmdachbau mit Schieferdeckung aus dem Jahr 1806
- Das Gasthaus der Gaststätte Röhrl (Regensburger Straße 3) ist ein zweigeschossiger Mansardwalmdachbau aus dem 18. Jahrhundert.
- Das sogenannte Stifterhäusl (Buchsteinweg 1), ein Wohnhaus, ist ein eingeschossiger und traufständiger Satteldachbau, der aus dem Ende des 18. Jahrhunderts stammt

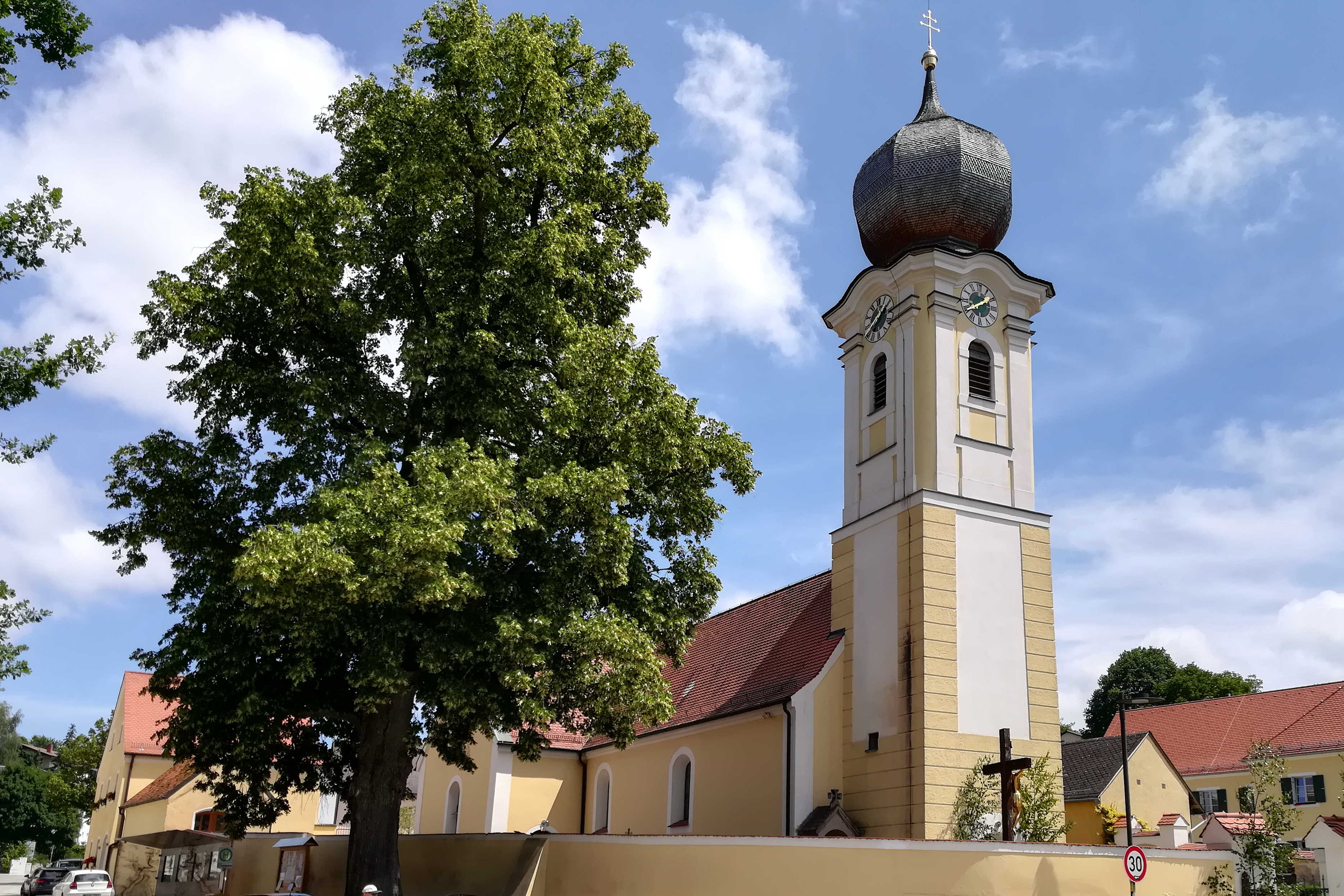
Katholische Pfarrkirche St. Wolfgang
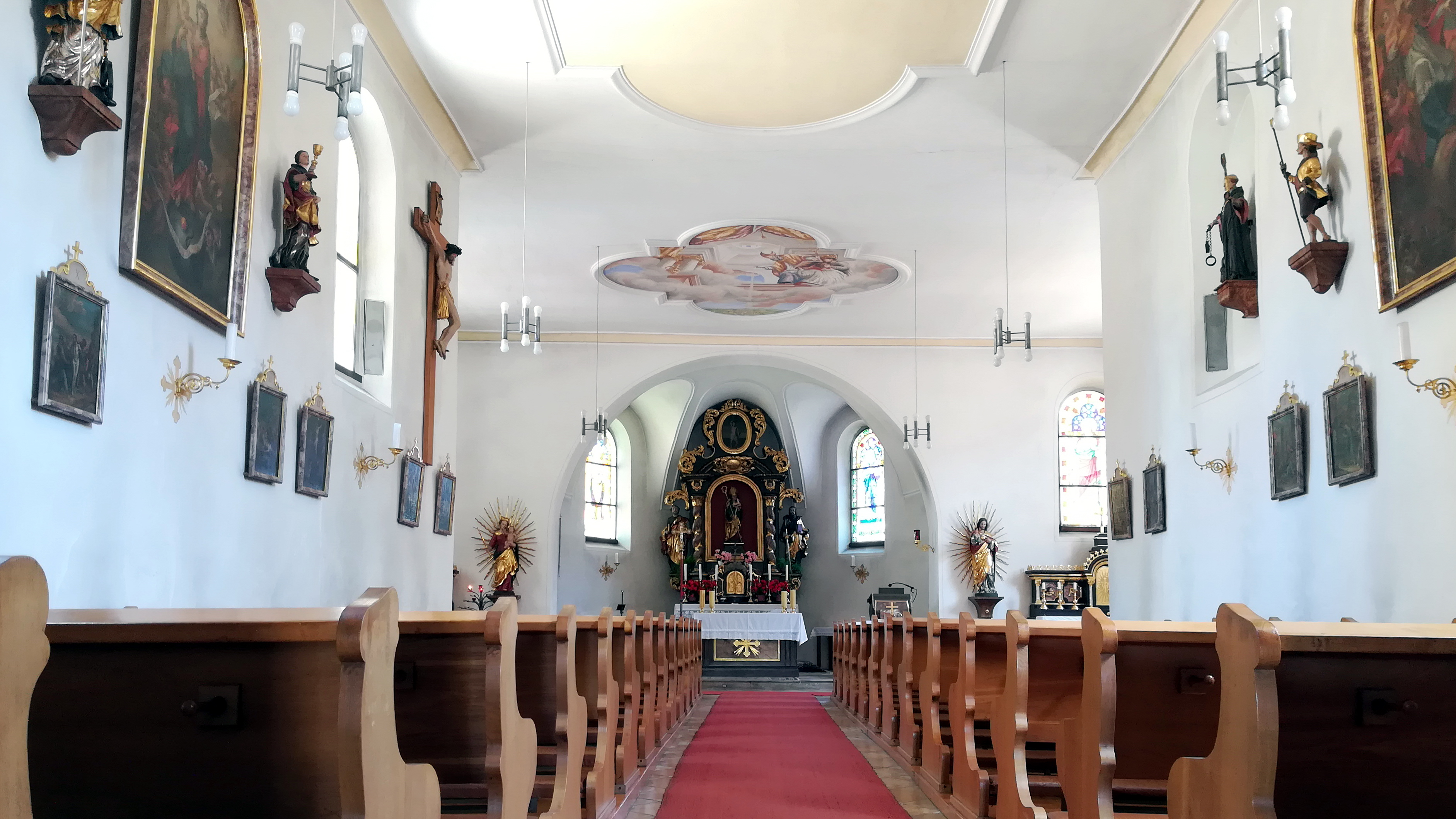
Katholische Pfarrkirche St. Wolfgang: Innenraum
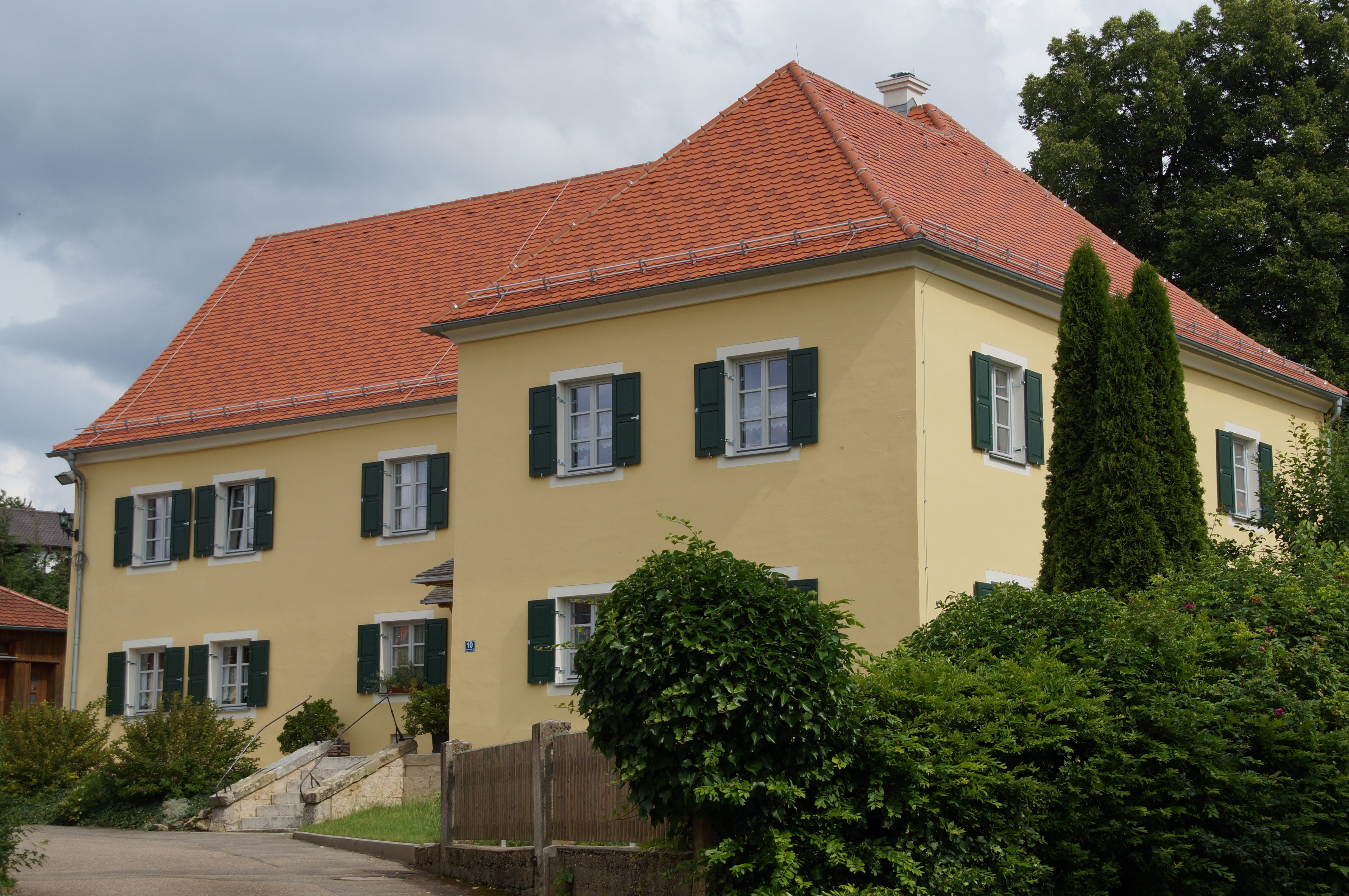
Pfarrhaus
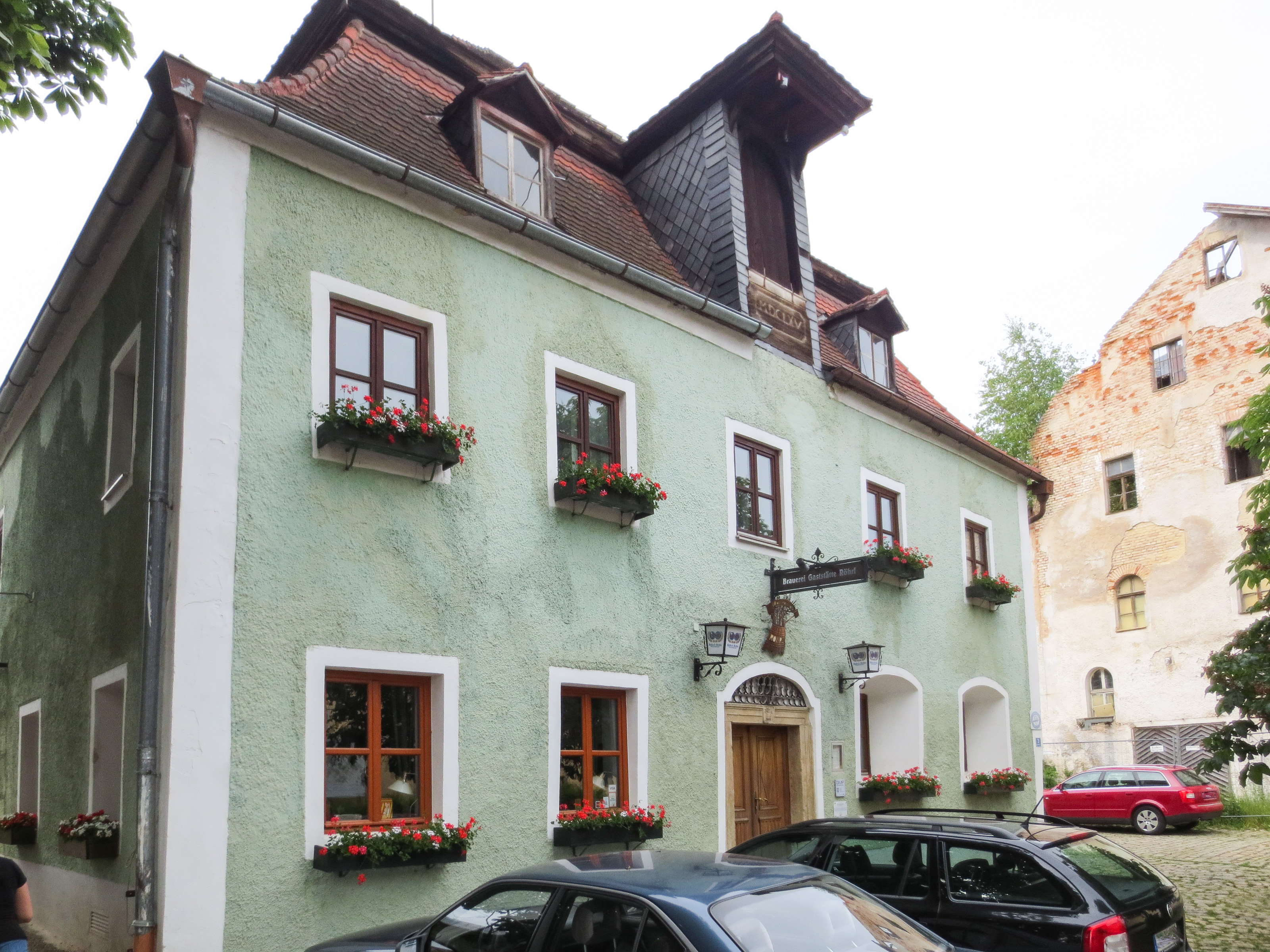
Gaststätte Röhrl
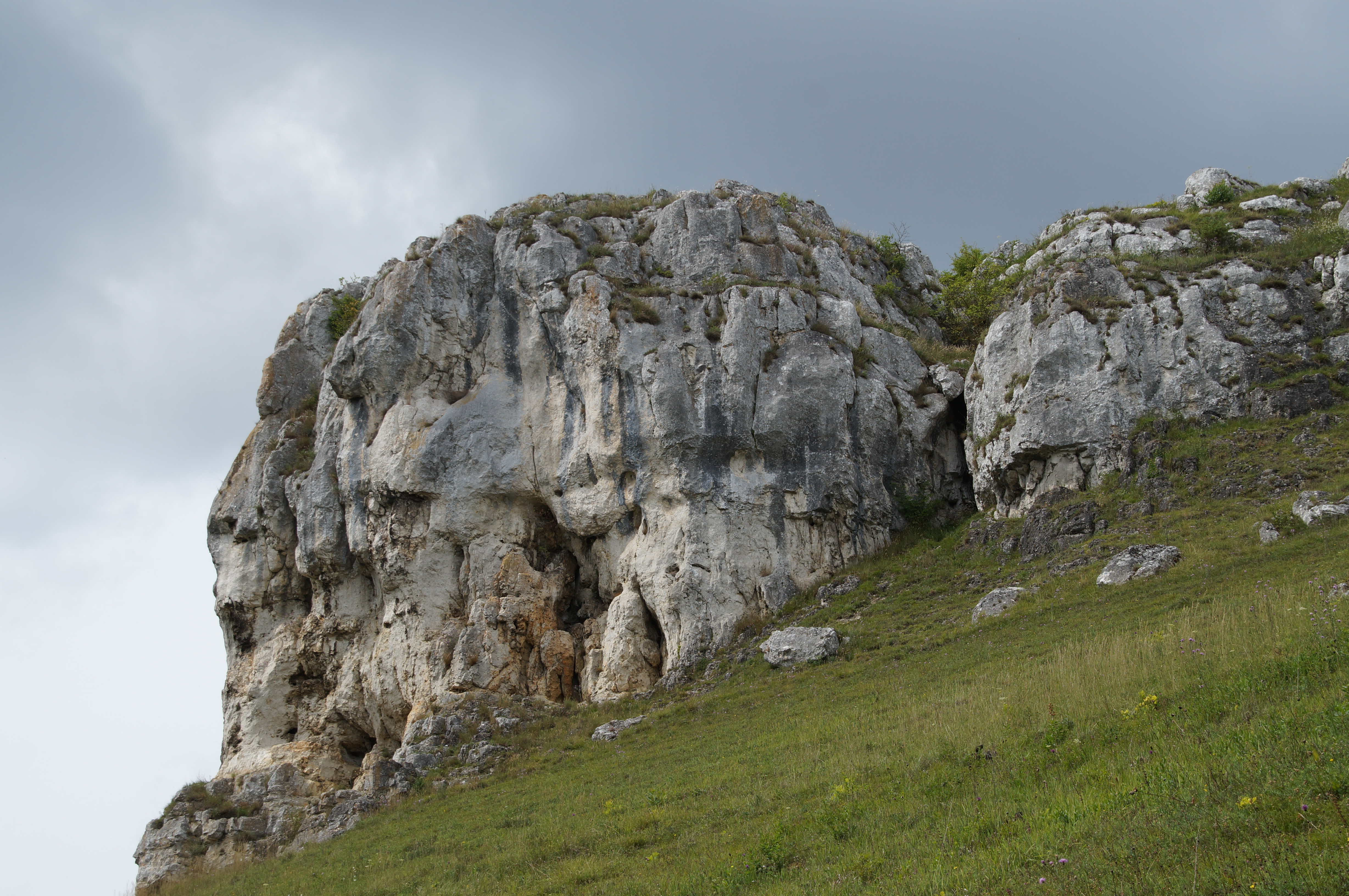
Gelber Fels bei Eilsbrunn – eine Felsformation am Jurasteig

### Vereine
- SV Eilsbrunn 1980 mit den Sparten Fußball, Gymnastik, Ski, Stockschützen und Tennis[10]
- Freiwillige Feuerwehr Eilsbrunn[11]
- Obst- und Gartenbauverein Eilsbrunn[12]
- Schützenverein Hubertus Eilsbrunn[12]
- Katholischer Frauenbund Eilsbrunn[12]
- Soldaten- und Reservistenverein Eilsbrunn[12]

### Religion
Eilsbrunn ist Sitz der gleichnamigen katholischen Pfarrei mit den Filialgemeinden Mariaort und Thumhausen und ungefähr 2200 Gläubigen. Die Pfarrkirche befindet sich im Dorfkern von Eilsbrunn.

## Wirtschaft und Infrastruktur

### Betriebe
In Eilsbrunn sind einige Handels-, Dienstleistungs- und Handwerksbetriebe angesiedelt. Die Gaststätte Röhrl ist seit 1658 in Familienbesitz und wird seit über dreieinhalb Jahrhunderten durchgehend betrieben, was ihm 2010 einen Eintrag in das Guinness-Buch der Rekorde einbrachte.

### Verkehr
Eilsbrunn ist mit einer Verbindungsstraße mit dem Hauptort Sinzing verbunden, 2 Straßen führen nach Nittendorf. Die nächsten Autobahnauffahrten auf die A 3 befinden sich in Sinzing (5 km von der Dorfmitte) und Nittendorf (4 km).
Durch Eilsbrunn verkehrt die RVV-Buslinie 27, die von Haugenried nach Regensburg und zurück fährt (am Abend und Wochenende Mischlinie 26/27), werktags morgens bis 10 Uhr und nachmittags ab 13 Uhr im 1-Stunden-Takt. Außerdem existiert die Buslinie 127, welche einmal morgens und einmal mittags verkehrt und so Eilsbrunn mit der Grundschule Sinzing verbindet.